# 三田市立弥生小学校
三田市立弥生小学校（さんだしりつ やよいしょうがっこう）は、兵庫県三田市弥生が丘に所在する公立小学校。

## 通学区域
- 弥生が丘一丁目、弥生が丘二丁目、弥生が丘三丁目、弥生が丘四丁目、弥生が丘五丁目、弥生が丘六丁目[1]

※卒業後は基本的に三田市立富士中学校に進学する。

## 通学区域が隣接している学校
- 三田市立富士小学校
- 三田市立武庫小学校
- 三田市立狭間小学校
- 神戸市立長尾小学校